# Characidium brevirostre
Characidium brevirostre е вид лъчеперка от семейство Crenuchidae. Видът не е застрашен от изчезване.

## Разпространение и местообитание
Разпространен е в Бразилия (Амапа).
Обитава крайбрежията на сладководни басейни, лагуни, реки и потоци.

## Описание
На дължина достигат до 3,3 cm.
Популацията на вида е стабилна.